# Sandusky (Ohio)
Pour les articles homonymes, voir Sandusky.
Sandusky est le siège du comté d'Erie, situé dans l'État de l'Ohio, aux États-Unis. Elle est située au bord du lac Érié.

## Toponymie
Sandusky provient du wendat « saundustee » ou « tsandusti » qui signifie « eau », ou « eau froide ».

## Urbanisme

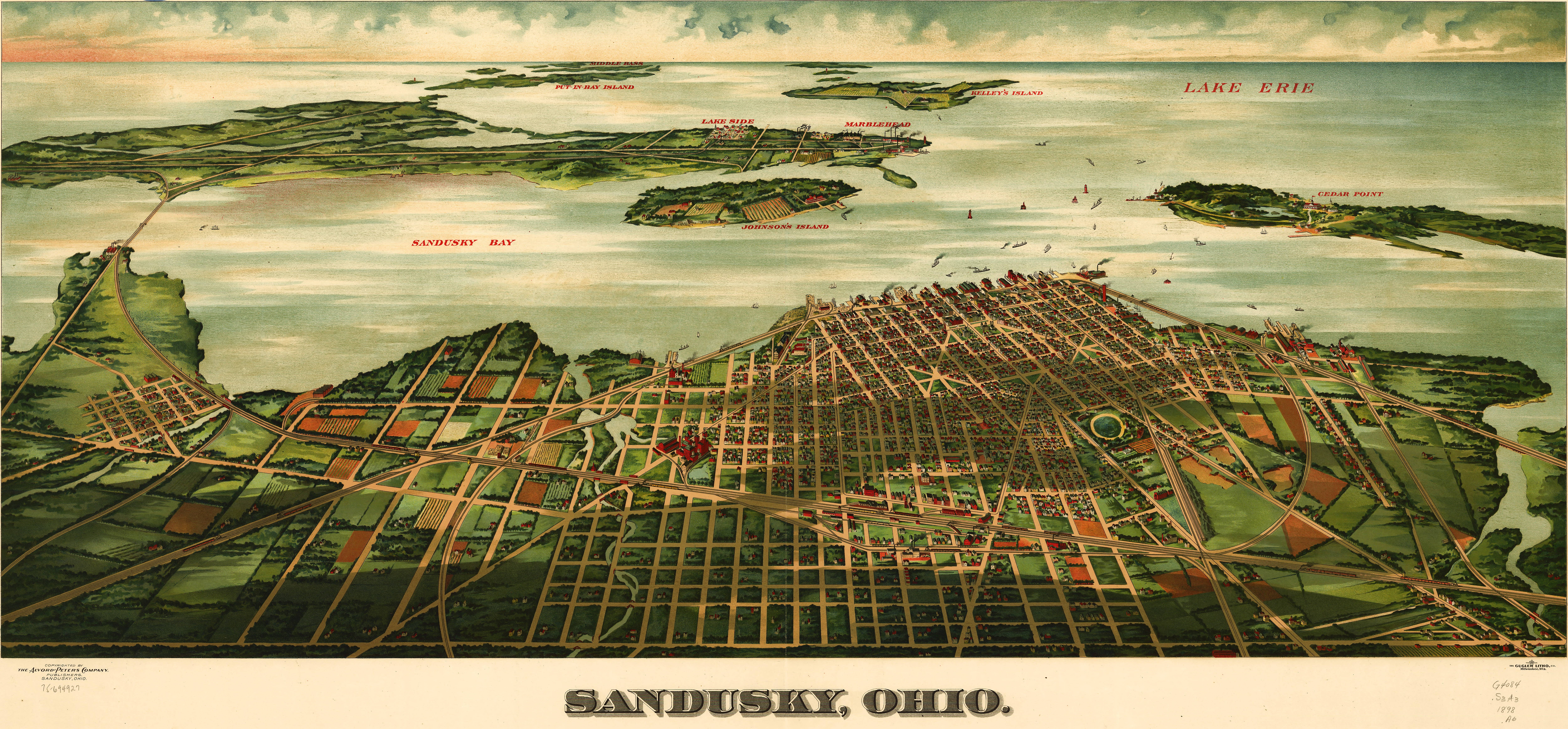
Carte de Sandusky en 1898.

Selon l'architecte William Pesson, spécialiste de l'architecture maçonnique, le tracé de ses rues comporte un plan maçonnique, soit une équerre et un compas entrelacés.
Le centre-ville de Sandusky (downtown) fut conçu d'après un plan quadrillé connu sous le nom de Kilbourne Plat d'après son concepteur, Hector Kilbourne, qui fut le premier à obtenir le grade maçonnique de Worshipful Master de la loge maçonnique de Sandusky.

## Tourisme
Sandusky est l'une des destinations touristiques les plus connues de l'Ohio, car elle abrite Cedar Point, un parc d'attractions célèbre pour ses montagnes russes. 